# Bukovany (Moravia meridionale)
Bukovany (in tedesco Bukowann) è un comune della Repubblica Ceca facente parte del distretto di Hodonín, in Moravia Meridionale.